# پایگاه هوایی آبی پورت لورینگ
پایگاه هوایی آبی پورت لورینگ (به انگلیسی: Port Loring Water Aerodrome) یک فرودگاه همگانی است که یک باند فرود آب دارد. این فرودگاه در کشور کانادا قرار دارد و در ارتفاع ۲۰۴ متری از سطح دریا واقع شده‌است.